# Beaunotte
 Beaunotte  es una población y comuna francesa, en la región de Borgoña, departamento de Côte-d'Or, en el distrito de Montbard y cantón de Aignay-le-Duc.

## Demografía
| 52 | 40 | 46 | 46 | 37 | 27 |
| Para los censos de 1962 a 1999 la población legal corresponde a la población sin duplicidades (Fuente: INSEE [Consultar]) |    |    |    |    |    |